# Гардения, Винсент
Винсент Гардения (англ. Vincent Gardenia, при рождении Винченцо Гардения Сконамильо (итал. Vincenzo Gardenia Scognamiglio), 7 января 1920 — 9 декабря 1992) — итало-американский актёр, один из членов Актёрской студии.
Уроженец Неаполя, в двухлетнем возрасте с родителями иммигрировал в Нью-Йорк. Дважды номинант на премию «Оскар» за лучшую мужскую роль второго плана в фильмах «Бей в барабан медленно» (1973) и «Власть луны» (1987). Он также известен ролью детектива Фрэнка Очоа в картине «Жажда смерти» (1974) и его продолжение 1982 года, а также ролью мистера Мушника в мюзикле 1986 года «Магазинчик ужасов». Помимо этого у Гардении была успешная карьера на Бродвее, принесшая ему премии «Оби» и «Тони». Среди его телевизионных ролей запомнился его образ Арчи Банкера, соседа Фрэнка Лоренцо, в телесериале «Все в семье» (1973-74), а также его Эдгар Гувер в мини-сериале «Кеннеди» (1983).
Актёр скончался в одном из отелей Филадельфии, где находился с рабочим визитом, от сердечного приступа в возрасте 72 лет. Похоронен на кладбище Сен-Шарль в Нью-Йорке рядом с родителями. Бульвар в Бруклине, где он прожил большую часть своей жизни, был впоследствии назван в его честь.